# Amen Bank
Pour les articles homonymes, voir Amen (homonymie).
Amen Bank (arabe : بنك الأمان) est une banque tunisienne, la deuxième banque privée du pays, derrière la Banque internationale arabe de Tunisie, en termes de bilan. Ces deux banques se classent derrière une banque publique, la Banque nationale agricole.

## Histoire
Le noyau de l'Amen Bank existe depuis le XIXe siècle sous la dénomination de Crédit foncier d'Algérie et de Tunisie. Cette banque est rachetée au début des années 1970 par le groupe détenu par la famille d'origine djerbienne Ben Yedder, qui comprend notamment les sociétés Cafés Ben Yedder, Cafés Bondin, Parenin (représentant de la marque Caterpillar), les cliniques El Amen, TUNISYS, la Compagnie méditerranéenne d'assurances et de réassurances, Tunisie Leasing, etc, pour devenir le Crédit foncier et commercial de Tunisie. Ce n'est qu'en 1995 qu'elle prend sa présente dénomination, Amen Bank, signifiant « Banque de la sécurité ».
En 2015, Amen Bank demande à la Banque centrale de Tunisie de créer une filiale spécialisée dans la finance islamique.
En 2016, Amen Bank compte près de 1 200 collaborateurs et plus de 160 agences réparties sur l’ensemble du territoire tunisien.
En 2017, Amen Bank crée le pack Watani destiné à ses clients tunisiens résidant à l’étranger.
Le 16 avril 2018, la direction signe avec l'Agence française de développement un accord de crédit Sunref (Sustainable Use of Natural Resources and Energy Finance) d'un montant de trente millions de dinars.
En juillet 2018, la banque lance une carte d'allocation touristique, Tayara.

## Direction
Début 2019, le président du conseil de surveillance de la banque est Rachid Ben Yedder mais c'est le président du directoire, Ahmed El Karm, ancien chef de cabinet du gouverneur de la Banque centrale de Tunisie, qui gère réellement la banque. Le 23 janvier 2019, Ben Yedder meurt à l'âge de 84 ans.
Le conseil de surveillance réuni le 27 avril 2021 procède à la nomination d'un nouveau directoire composé de Néji Ghandri, Karim Ben Yedder et Mehrez Riahi. Ghandri et Ben Yedder sont désignés, respectivement, président du directoire en remplacement d'El Karm (en place depuis février 1993) et directeur général.

## Dates clés
En 2015, la banque lance Amen First Bank, première banque en ligne en Tunisie.
En 2016, la direction de la banque annonce le lancement de Credim Express, le premier crédit habitat en ligne.
En mai 2017, Amen Bank est certifiée MSI 20000 par le SGS après études de ses comptes-rendus techniques et de ses certificats de conformité au standard MSI 20000.

## Indicateurs d'activité

### 2014
Les indicateurs d'activité établis au 31 décembre 2014 font ressortir les chiffres suivants (exprimés en dinars tunisiens) :
- Total de bilan : 7 995 millions ;
- Produit net bancaire (PNB) : 252,7 millions ;
- Résultat net : 89,2 millions ;
- Crédits à la clientèle : 6 116 millions ;
- Dépôts de la clientèle : 5 534,6 millions.

### 2017
En juillet 2017, la direction d'Amen Bank rend publique ses chiffres pour le premier semestre. Ces derniers démontre une évolution positive de l’exploitation de la banque :
- hausse de 13,4 % pour les produits d'exploitation bancaire ;
- hausse de 21,8 % pour le PNB ;
- résultat net atteignant 50,2 millions de dinars (progression de 40 %) ;
- hausse de 40,7 % des revenus sur portefeuille et opérations financières ;
- hausse de 36,25 % du coefficient d’exploitation ;
- croissance des crédits à la clientèle qui atteignent six milliards de dinars.